# محمد حسن (لاعب كريكت)
محمد حسن (4 أكتوبر 1990 في باكستان - ) هو لاعب كريكت باكستاني. لعب مع اسلام اباد يونايتد ‏ وList of Karachi first-class cricket teams ‏.

## وصلات خارجية
- محمد حسن على موقع إي آس بي آن كريك إنفو (الإنجليزية)